# Corporación Club Deportivo Arturo Fernández Vial
El Corporación Club Deportivo Arturo Fernández Vial és un club de futbol xile de la ciutat de Concepción.

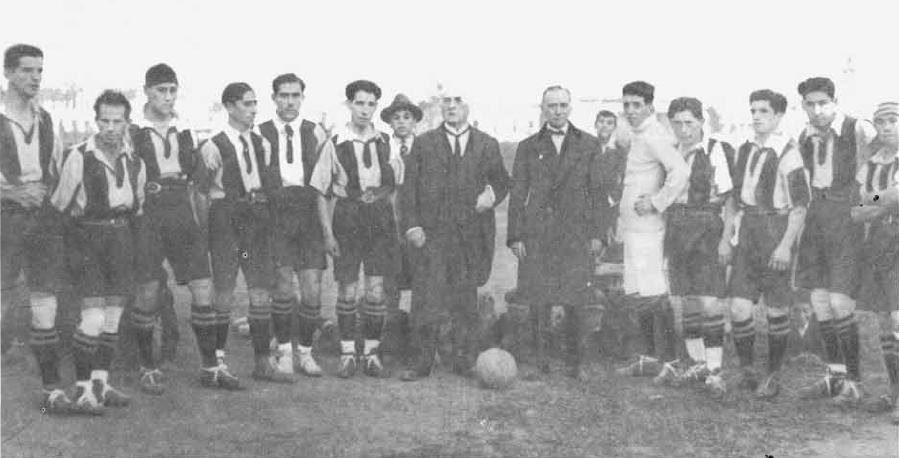
Equip el 1910 amb l'almirall Arturo Fernández Vial.

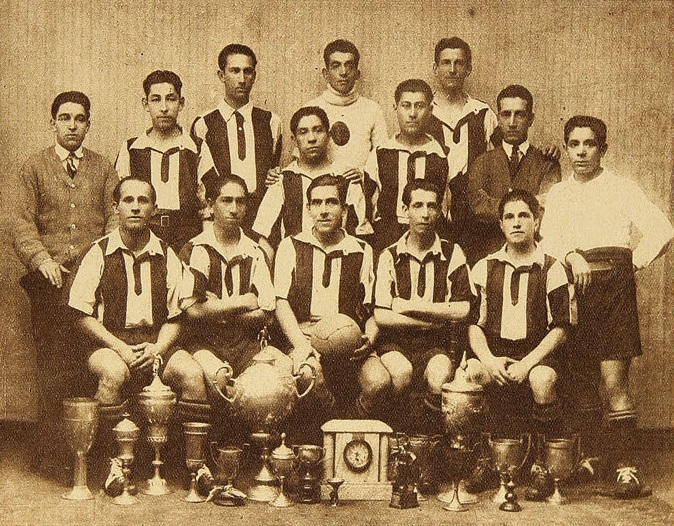
Fernández Vial els anys 1920.

Els orígens del club es troben en el Club Deportivo Ferroviario Internacional nascut el desembre de 1897. El club adoptà el nom de Club Deportivo Ferroviario Almirante Arturo Fernández Vial el 3 de juny de 1903, en honor de l'almirall Arturo Fernández Vial.
El club va patir una dramàtica separació l'any 2011 en dues institucions paral·leles: el Club de Deportes Arturo Fernández Vial S.A.D.P., club reconegut per l'ANFP, més tard des afiliat per deutes milionaris; i la Corporación Club DeportivoArturo Fernández Vial, que tenia el suport de l'afició ferroviària. L'any 2015, els dos clubs es van fusionar per intentar tornar al professionalisme.

## Palmarès
- Segona divisió xilena de futbol: 
  - 1982
- Tercera divisió xilena de futbol: 
  - 1981
- Quarta divisió xilena de futbol: 
  - 2013